# هنری هیو کلاتون
هنری هیو کلاتون (انگلیسی: Henry Hugh Clutton؛ ‏ ۱۲ ژوئیهٔ ۱۸۵۰ – ۹ نوامبر ۱۹۰۹) جراح اهل پادشاهی متحد بریتانیای کبیر و ایرلند بود که هیدرآرتروز متقارن بدون درد (انباشته شدن آب در حفره مفصلی) به ویژه در مفاصل زانو را توصیف کرد که در سیفلیس مادرزادی دیده می‌شود. این عارضه «مفاصل کلاتون» نام دارد. نام او امروزه با اهدای مدال و جایزه کلاتون برای سرآمدی در جراحی بالینی در دانشکده پزشکی و دندانپزشکی کالج کینگ در بیمارستان سنت توماس گرامی داشته می‌شود. وی دانش‌آموختهٔ رشتهٔ پزشکی در کالج مارلبرو و کالج کِلیر کمبریج بود. او در سال ۱۹۰۵ به عنوان آخرین رئیس انجمن بالینی لندن انتخاب شد.